# Chi Bối mẫu
Fritillaria là một chi thực vật có hoa trong họ Liliaceae.
Chi gồm các loài sinh sống ở Á-Âu, Bắc Phi, Bắc Mỹ. Có khoảng 100-loài bản địa xứ ôn vùng Bắc bán cầu, đặc biệt là các vùng Địa Trung Hải, phía tây nam châu Á, và phía tây Bắc Mỹ.

## Các loài

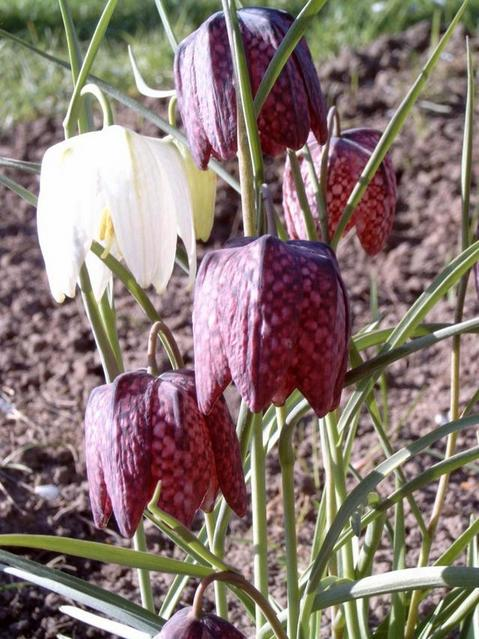
Fritillaria meleagris

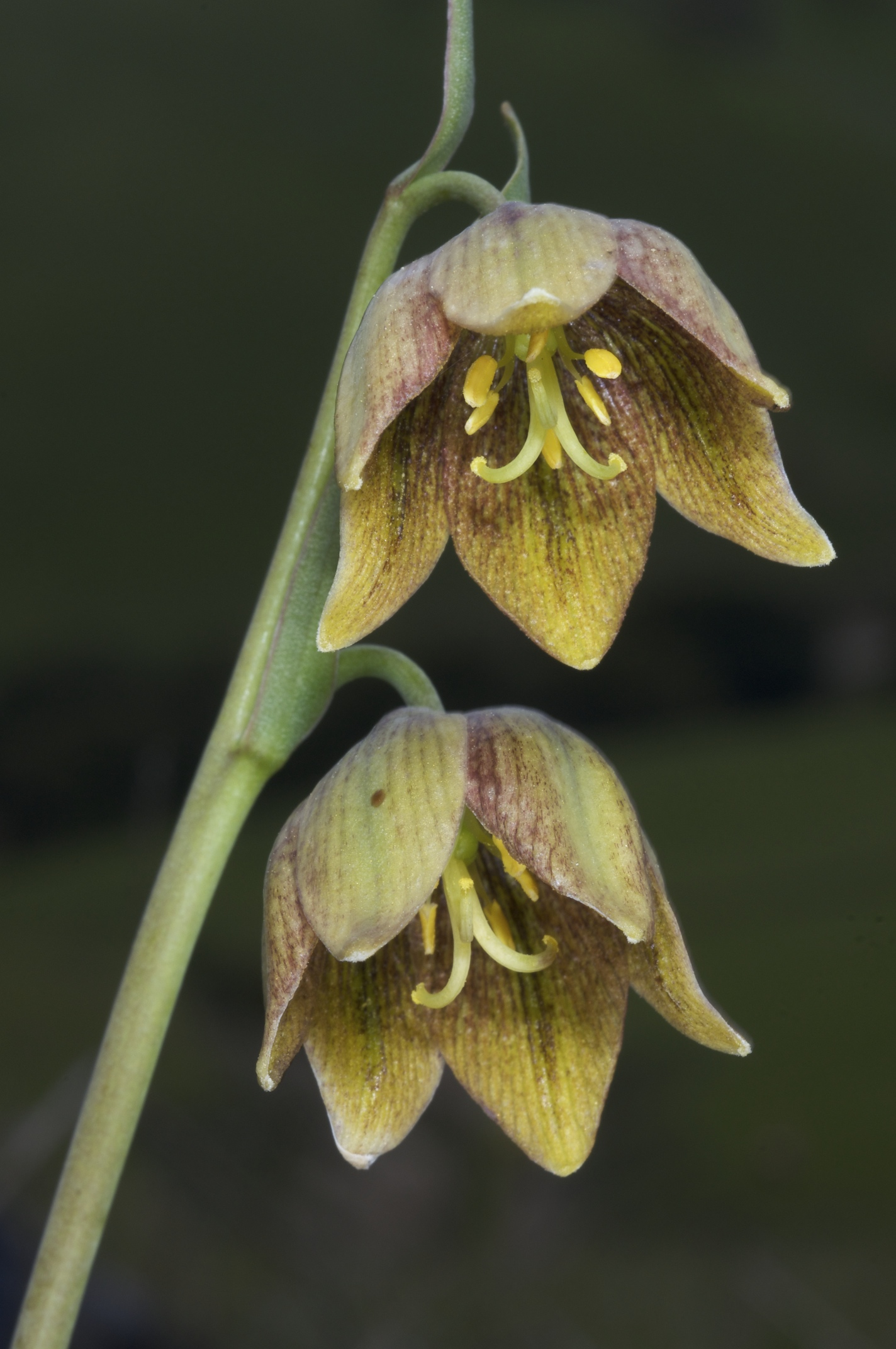
Fritillaria agrestis

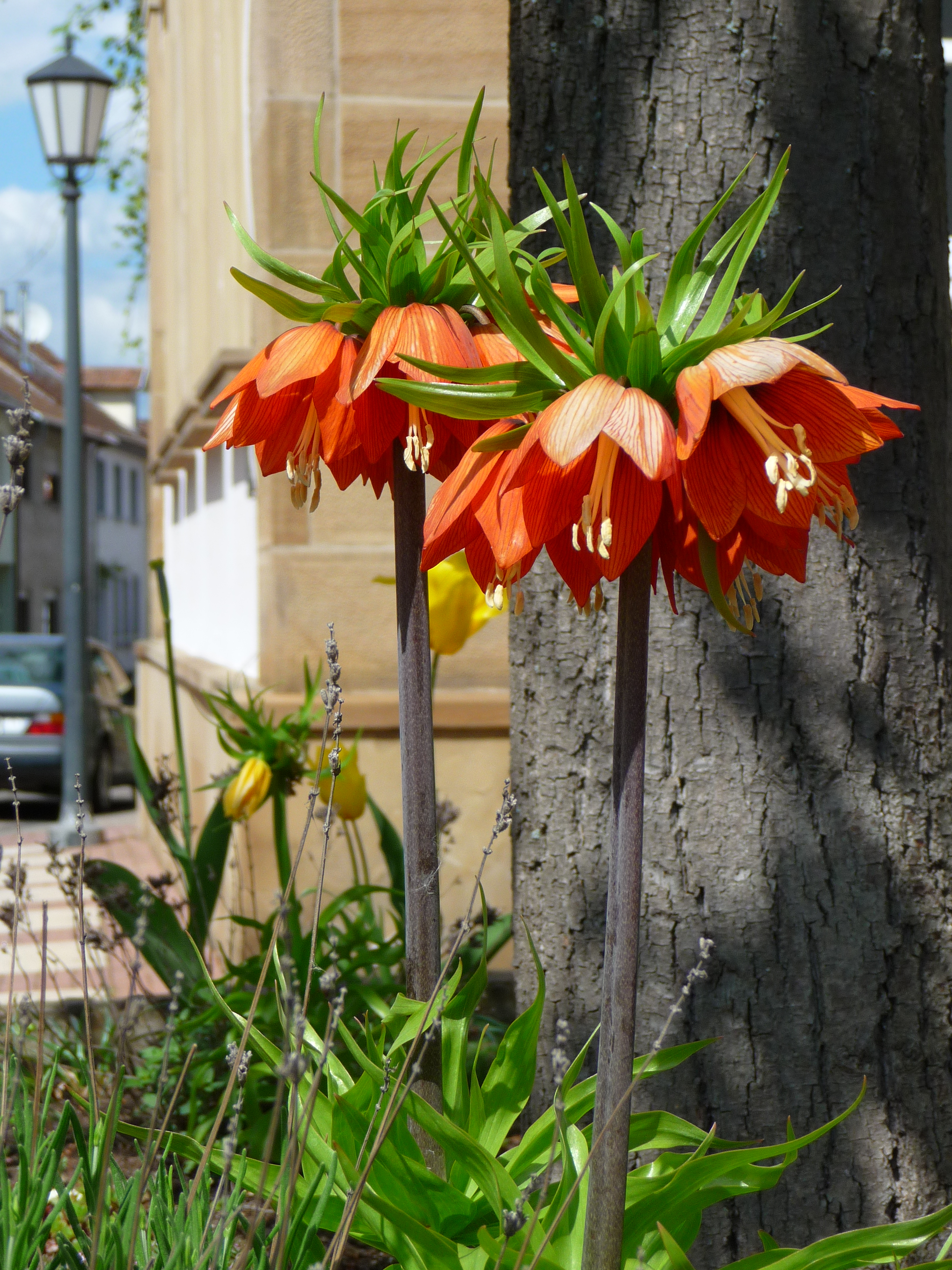
Fritillaria imperialis

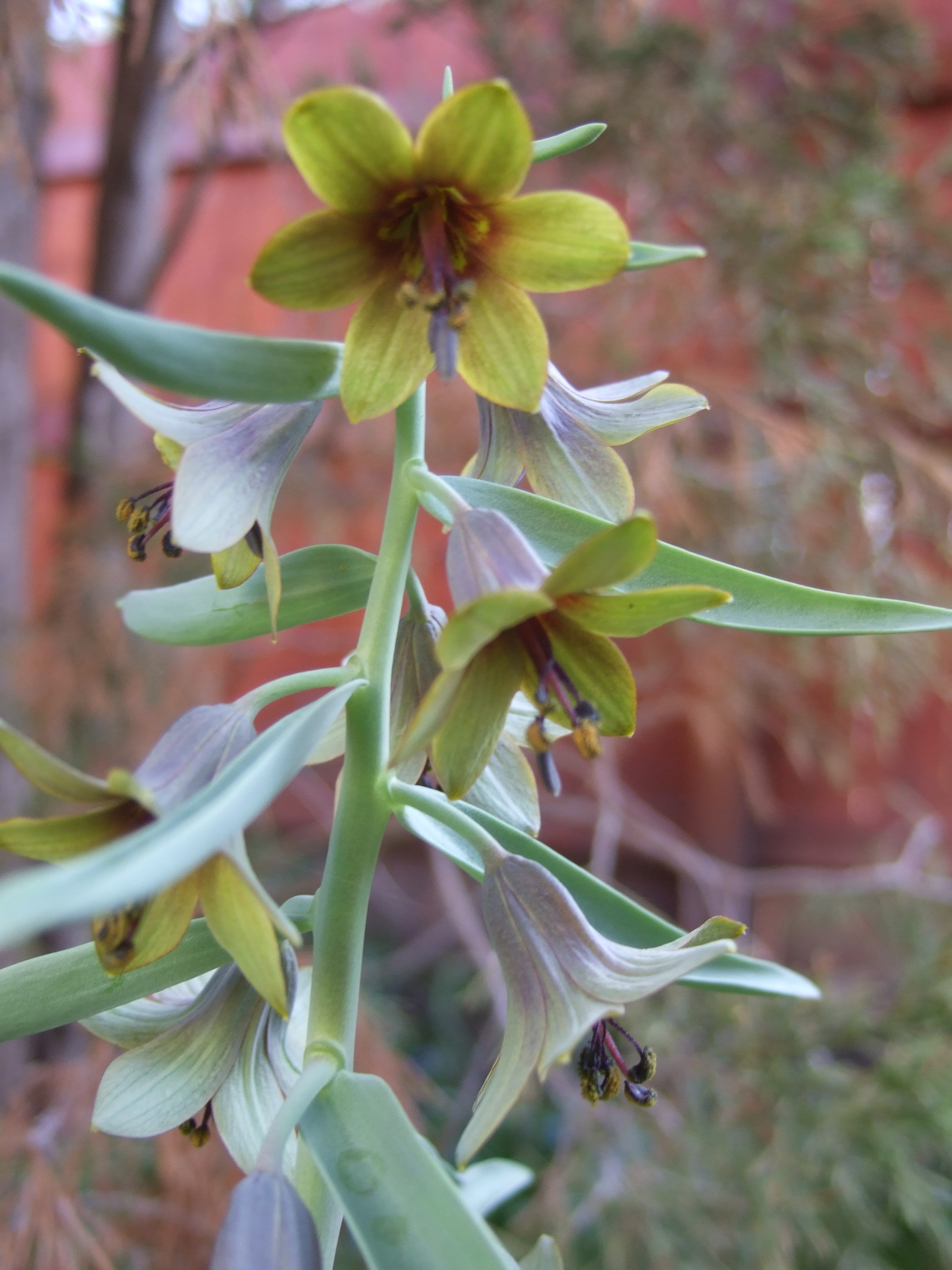
Fritillaria sewerzowii

| - Fritillaria acmopetala - Fritillaria affinis (Schultes & Schultes f.) - Fritillaria agrestis Greene - Fritillaria anhuiensis S.C.Chen & S.F.Yin - Fritillaria armena Boiss. - Fritillaria atropurpurea Nutt. - Fritillaria biflora Lindl. - Fritillaria brandegei Eastw. - Fritillaria camschatcensis (L.) Ker Gawl. - Fritillaria cirrhosa D.Don - Fritillaria conica Boiss. - Fritillaria crassicaulis S.C.Chen - Fritillaria dagana Turcz. ex Trautv. - Fritillaria dajinensis S.C.Chen - Fritillaria davidii Franch. - Fritillaria davisii Turrill - Fritillaria delavayi Franch. - Fritillaria drenovskii Degen & Stoj. - Fritillaria dzhabavae A.P.Khokhr. - Fritillaria eastwoodiae Macfarlane - Fritillaria eduardii Regel - Fritillaria ehrhartii Boiss. & Orph. - Fritillaria epirotica Turrill ex Rix - Fritillaria euboeica Rix - Fritillaria falcata (Jepson) D.E.Beetle - Fritillaria fusca Turrill - Fritillaria gentneri Gilkey - Fritillaria glauca Greene - Fritillaria graeca Boiss. & Spruner - Fritillaria grandiflora Grossh. - Fritillaria grayana Reichenb.f. & Baker - Fritillaria gussichiae (Degen & Dörfl.) Rix - Fritillaria imperialis L. - Fritillaria involucrata All. - Fritillaria karelinii Fisch. ex D. Don - Fritillaria kotschyana Herb. - Fritillaria kurdica Boiss. & Noë - Fritillaria lanceolata - Fritillaria latifolia Willd. - Fritillaria liliacea Lindl. - Fritillaria lusitanica Wikstr. - Fritillaria lutea Mill. - Fritillaria macedonica Bornm. - Fritillaria maximowiczii Freyn | - Fritil·lària meleagris L. - Fritillaria meleagroides Patrin ex Schult.f. - Fritillaria messanensis Raf. - Fritillaria micrantha Heller - Fritillaria monantha Migo - Fritillaria montana Hoppe - Fritillaria obliqua Ker Gawl. - Fritillaria ojaiensis A.Davids. - Fritillaria olgae Vved. - Fritillaria ophioglossifolia Freyn & Sint. - Fritillaria orientalis Adams - Fritillaria pallidiflora Schrenk - Fritillaria persica L. - Fritillaria pinetorum A.Davids. - Fritillaria pluriflora Torr. ex Benth. - Fritillaria pontica Wahlenb. - Fritillaria przewalskii Maxim. - Fritillaria pudica (Pursh) Spreng. - Fritillaria purdyi Eastw. - Fritillaria pyrenaica L. - Fritillaria raddeana Regel - Fritillaria recurva Benth. - Fritillaria regelii Losinsk. - Fritillaria rhodocanakis Orph. ex Baker - Fritillaria ruthenica Wikstr. - Fritillaria sichuanica S.C.Chen - Fritillaria sinica S.C.Chen - Fritillaria skorpilii Velen. - Fritillaria striata Eastw. - Fritillaria stribrnyi Velen. - Fritillaria taipaiensis P.Y.Li - Fritillaria thunbergii Miq. - Fritillaria tortifolia X.Z.Duan & X.J.Zheng - Fritillaria tubiformis Gren. & Godr. - Fritillaria tuntasia Heldr. ex Halácsy - Fritillaria unibracteata P.K.Hsiao & K.C.Hsia - Fritillaria ussuriensis Maxim. - Fritillaria verticillata Willd. - Fritillaria viridea Kellogg - Fritillaria walujewii Regel - Fritillaria yuminensis X.Z.Duan - Fritillaria yuzhongensis G.D.Yu & Y.S.Zhou |